# 瓜达尔梅斯
瓜达尔梅斯，是西班牙卡斯蒂利亚-拉曼恰雷阿尔城省的一个市镇。 总面积72平方公里，总人口1049人（2001年），人口密度15人/平方公里。